# Плосконосая четырёхпятиугольная мозаика
| Плосконосая четырёхпятиугольная мозаика | Плосконосая четырёхпятиугольная мозаика                         |
| --------------------------------------- | --------------------------------------------------------------- |
|                                         |                                                                 |
| Тип                                     | Однородная гиперболическая мозаика                              |
| Конфигурация вершины                    | 3.3.4.3.5                                                       |
| Символ Шлефли                           | sr{5,4} или {\displaystyle s{\begin{Bmatrix}5\\4\end{Bmatrix}}} |
| Символ Витхоффа                         | \| 5 4 2                                                        |
| Симметрии                               | [5,4]+, (542)                                                   |
| Диаграммы Коксетера — Дынкина           | или                                                             |
| Двойственные соты                       | Плосконосая тришестиугольная мозаика порядка 5-4                |
| Свойства                                | хиральная                                                       |

Плосконосая четырёхпятиугольная мозаика — это однородная мозаика на гиперболической плоскости. 
Её символ Шлефли sr{5,4}.

## Изображения
Рисунок в виде хиральной пары, рёбра между чёрными треугольниками не нарисованы:

## Двойственная мозаика
Двойственная мозаика называется плосконосой тришестиугольной мозаикой порядка 5-4, 
определённой конфигурацией грани V3.3.4.3.5.

## Связанные многогранники и мозаики
Плосконосая четырёхпятиугольная мозаика является четвёртой в ряду плосконосых многогранников и мозаик с конфигурацией вершины 3.3.4.3.n.
| 4n2 симметрии плосконосых мозаик: 3.3.4.3.n | 4n2 симметрии плосконосых мозаик: 3.3.4.3.n | 4n2 симметрии плосконосых мозаик: 3.3.4.3.n | 4n2 симметрии плосконосых мозаик: 3.3.4.3.n | 4n2 симметрии плосконосых мозаик: 3.3.4.3.n | 4n2 симметрии плосконосых мозаик: 3.3.4.3.n | 4n2 симметрии плосконосых мозаик: 3.3.4.3.n | 4n2 симметрии плосконосых мозаик: 3.3.4.3.n | 4n2 симметрии плосконосых мозаик: 3.3.4.3.n |
| Симметрия 4n2                               | Сферическая                                 | Сферическая                                 | Евклидова                                   | Компактная гиперболическая                  | Компактная гиперболическая                  | Компактная гиперболическая                  | Компактная гиперболическая                  | Paracomp.                                   |
| Симметрия 4n2                               | 242                                         | 342                                         | 442                                         | 542                                         | 642                                         | 742                                         | 842                                         | ∞42                                         |
| ------------------------------------------- | ------------------------------------------- | ------------------------------------------- | ------------------------------------------- | ------------------------------------------- | ------------------------------------------- | ------------------------------------------- | ------------------------------------------- | ------------------------------------------- |
| Плосконосые мозаики                         |                                             |                                             |                                             |                                             |                                             |                                             |                                             |                                             |
| Конфиг.                                     | 3.3.4.3.2                                   | 3.3.4.3.3                                   | 3.3.4.3.4                                   | 3.3.4.3.5                                   | 3.3.4.3.6                                   | 3.3.4.3.7                                   | 3.3.4.3.8                                   | 3.3.4.3.∞                                   |
| Гиро- мозаики                               |                                             |                                             |                                             |                                             |                                             |                                             |                                             |                                             |
| Конфиг.                                     | V3.3.4.3.2                                  | V3.3.4.3.3                                  | V3.3.4.3.4                                  | V3.3.4.3.5                                  | V3.3.4.3.6                                  | V3.3.4.3.7                                  | V3.3.4.3.8                                  | V3.3.4.3.∞                                  |

| Однородные пятиугольные/квадратные мозаики | Однородные пятиугольные/квадратные мозаики | Однородные пятиугольные/квадратные мозаики | Однородные пятиугольные/квадратные мозаики | Однородные пятиугольные/квадратные мозаики | Однородные пятиугольные/квадратные мозаики | Однородные пятиугольные/квадратные мозаики | Однородные пятиугольные/квадратные мозаики | Однородные пятиугольные/квадратные мозаики | Однородные пятиугольные/квадратные мозаики | Однородные пятиугольные/квадратные мозаики | Однородные пятиугольные/квадратные мозаики |
| Симметрия: [5,4], (*542)                   | Симметрия: [5,4], (*542)                   | Симметрия: [5,4], (*542)                   | Симметрия: [5,4], (*542)                   | Симметрия: [5,4], (*542)                   | Симметрия: [5,4], (*542)                   | Симметрия: [5,4], (*542)                   | [5,4]+, (542)                              | [5+,4], (5*2)                              | [5,4,1+], (*552)                           |                                            |                                            |
| ------------------------------------------ | ------------------------------------------ | ------------------------------------------ | ------------------------------------------ | ------------------------------------------ | ------------------------------------------ | ------------------------------------------ | ------------------------------------------ | ------------------------------------------ | ------------------------------------------ | ------------------------------------------ | ------------------------------------------ |
| node_1 · 5 · node · 4 · node               | node_1 · 5 · node_1 · 4 · node             | node · 5 · node_1 · 4 · node               | node · 5 · node_1 · 4 · node_1             | node · 5 · node · 4 · node_1               | node_1 · 5 · node · 4 · node_1             | node_1 · 5 · node_1 · 4 · node_1           | node_h · 5 · node_h · 4 · node_h           | node_h · 5 · node_h · 4 · node             | node · 5 · node · 4 · node_h               |                                            |                                            |
|                                            |                                            |                                            |                                            |                                            |                                            |                                            |                                            |                                            |                                            |                                            |                                            |
| {5,4}                                      | t{5,4}                                     | r{5,4}                                     | 2t{5,4}=t{4,5}                             | 2r{5,4}={4,5}                              | rr{5,4}                                    | tr{5,4}                                    | sr{5,4}                                    | s{5,4}                                     | h{4,5}                                     |                                            |                                            |
| Однородные двойственные                    |                                            |                                            |                                            |                                            |                                            |                                            |                                            |                                            |                                            |                                            |                                            |
| node_f1 · 5 · node · 4 · node              | node_f1 · 5 · node_f1 · 4 · node           | node · 5 · node_f1 · 4 · node              | node · 5 · node_f1 · 4 · node_f1           | node · 5 · node · 4 · node_f1              | node_f1 · 5 · node · 4 · node_f1           | node_f1 · 5 · node_f1 · 4 · node_f1        | node_fh · 5 · node_fh · 4 · node_fh        | node_fh · 5 · node_fh · 4 · node           | node · 5 · node · 4 · node_fh              |                                            |                                            |
|                                            |                                            |                                            |                                            |                                            |                                            |                                            |                                            |                                            |                                            |                                            |                                            |
| V54                                        | V4.10.10                                   | V4.5.4.5                                   | V5.8.8                                     | V45                                        | V4.4.5.4                                   | V4.8.10                                    | V3.3.4.3.5                                 | V3.3.5.3.5                                 | V55                                        |                                            |                                            |

## Смотрите также
- Квадратная мозаика
- Мозаики из выпуклых правильных многоугольников на евклидовой плоскости
- Список однородных мозаик на евклидовой плоскости
- Список правильных многомерных многогранников и соединений